# Darlehnskassenverein für die Bürgermeisterei Antweiler
Der Darlehnskassenverein für die Bürgermeisterei Antweiler mit Sitz in Antweiler im heutigen Landkreis Ahrweiler in Rheinland-Pfalz wurde am 16. Dezember 1866 gegründet.

## Geschichte
Die Genossenschaftsbank für die Bürgermeisterei Antweiler war die zweite genossenschaftliche Bank in der Eifel nach der Volksbank Eifel in Bitburg, die ihren Ursprung auf den 1863 gegründeten Creditverein für Handwerker und Ackerwirte zurückführt.
Drei Jahre nach der Gründung wurde der Darlehnskassenverein für die Bürgermeisterei Antweiler in Spar- und Darlehnskassenverein für die Bürgermeisterei Antweiler umbenannt, da von nun an auch das Spargeschäft aufgenommen wurde.
Im Jahr 1963 fusionierte die nun als Raiffeisenkasse Antweiler bezeichnete Bank mit der Volksbank Barweiler, die 1926 als Spar- und Darlehnskassenverein in Barweiler gegründet wurde. 
Durch weitere Zusammenschlüsse entstand aus den genannten Volksbanken die heutige Volksbank RheinAhrEifel. Die Volksbank RheinAhrEifel bezeichnet ihr Gründungsjahr 1866 nach dem Gründungsjahr des Darlehnskassenvereins für die Bürgermeisterei Antweiler.